# Coiote-oriental
O coiote-oriental (Canis latrans var) ou coiote-gigante é uma subespécie do coiote nativa de todo o leste estadunidense, isso inclui os estados de Ohio, Virgínia Ocidental, Delaware, Nova Iorque e próximos, também sendo relatada a presença em estados canadense de Ontário, Quebec, Terra Nova e Labrador e relatado na Nova Escócia. Também é chamado de coiote do leste, coiote do nordeste e erroneamente chamado de lobo-de-tweed-do-sul.

## Taxonomia
O ''coiote-oriental'' é por muitos considerado como um híbrido entre o lobo-cinza, o coiote e o lobo-oriental,o animal também compartilha 43% de seu DNA com cães domésticos.
Mas atualmente é classificado como uma subespécie do coiote,sendo cientificamente chamado de Canis latrans var. Em 2016, o IUCN /SSC Canid Specialist Group propõe que o coiote oriental seja uma espécie separada Canis oriens (latim para "canídeo oriental") e com um nome comum de "coywolf" devido à sua distinção morfológica e genética. Além disso, ele se reproduziu com outros coiotes do nordeste na maior parte de sua distribuição, sem hibridização adicional com nenhuma das espécies parentais, como lobo cinzento e vermelho, exceto nas bordas desta distribuição. Seu alcance inclui áreas onde o menor coiote ocidental acharia difícil sobreviver.

## Descrição

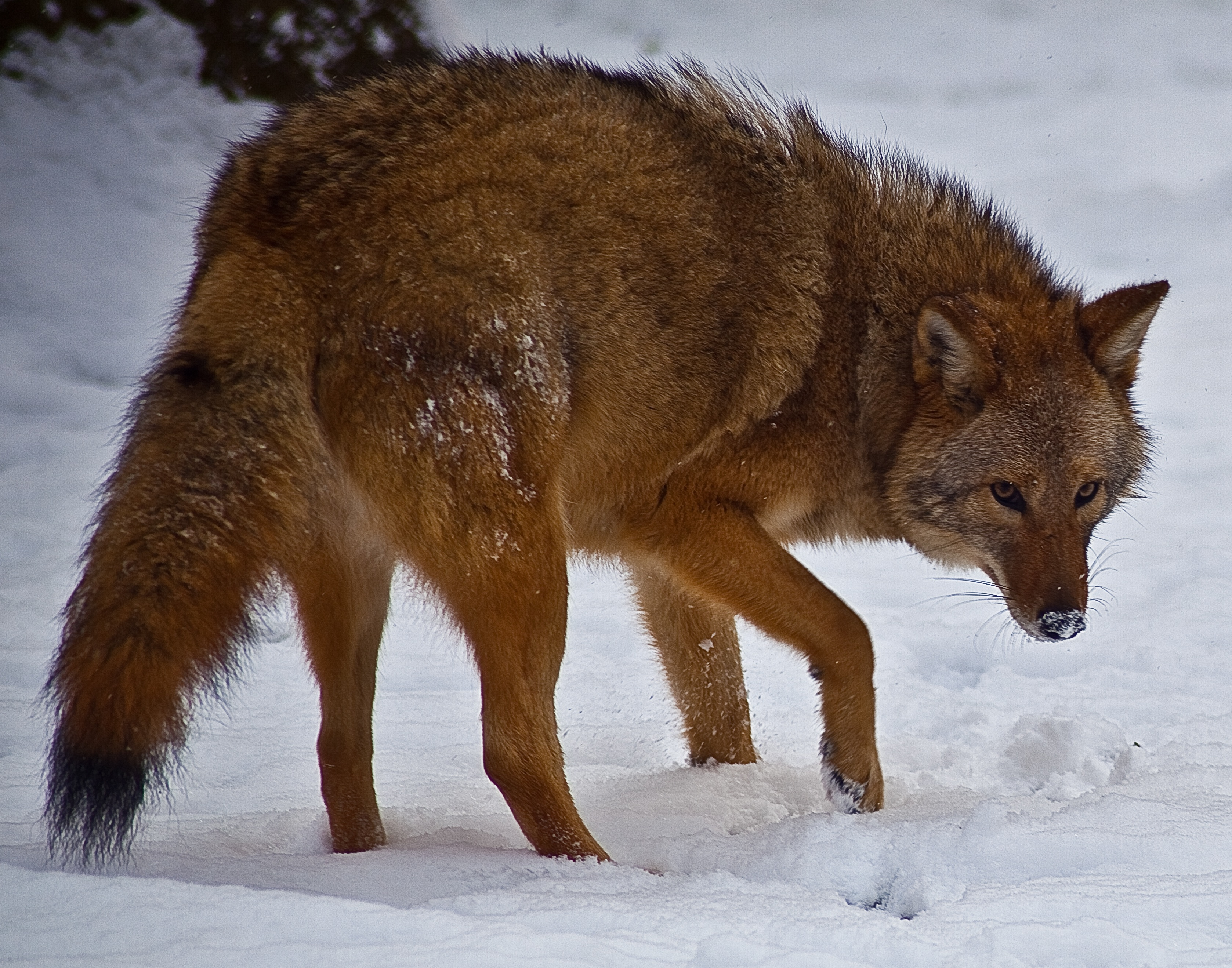
Um exemplar de coiote-oriental a vaguear pela neve. É notória sua construção mais robusta em comparação a típica fisionomia do coiote "ocidental".

Os espécimes adultos desta subespécie esboça superioridade em tamanho em comparação ao coiote comum, com uma média de 20-25 quilogramas, com as fêmeas sendo até 21% mais pesadas que os machos. Os coiotes orientais também pesam mais ao nascer, 349–360 gramas a 250–300 gramas. Aos 35 dias de idade, os filhotes de coiote oriental pesam em média 1.590 gramas, 200 gramas a mais do que os filhotes ocidentais. Depois disso, as diferenças físicas se tornam mais aparentes, com os filhotes de coiotes orientais exibindo pernas mais longas. Diferenças no desenvolvimento dentário também foram observadas, com a erupção dos dentes começando mais tarde e em uma ordem diferente.

## Comportamento
Os coiotes-orientais são os mais sociáveis dentre os coiotes, sendo mais sociáveis que o coiote ocidental mas não tanto caso comparados com o lobo-cinzento. Tendendo a andar em pares, mas podem formar grupos não familiares na intenção de obterem companhia e a proteção contra ameaças, tais como ursos, lobos e suçuaranas. As famílias se formam no meio do inverno. Os coiotes são estritamente monogâmicos, mesmo em locais com alta população de coiotes e farta alimentação.

## Alimentação
Sendo um animal oportunista, sua dieta tende a manter-se alternando de um carnívoro majoritário a um onívoro por excelência. Apesar de conhecidos por comer qualquer coisa, desde gafanhotos a cervos, o Ministério de Recursos Naturais de Ontário lista suas principais presas como sendo coelhos, lebres e veados durante o inverno e pequenos mamíferos, frutos silvestres, pássaros, anfíbios e gafanhotos durante o verão. Sua dieta muda de acordo com a mudança das estações. Podendo incluir, mas não se limitar a, insetos e bagas durante o verão e pequenos mamíferos no outono e inverno. À medida que o inverno se torna mais difícil no final da temporada, animais de porte maior, como o cariacu, tornam-se alvos em potencial. Eles costumam caçar em pares, embora os cervos mortos por veículos ou por causas naturais sejam mais frequentemente eleitos como refeição. Pesquisadores da Faculdade de Ciências Ambientais e Florestais da Universidade Estadual de Nova York examinou carcaças de animais consumidas por coiotes com colares de rádio durante o inverno e o verão de 2008-09. Durante o inverno, apenas 8% dos cervos adultos foram mortos de forma conclusiva pelos coiotes. Os 92% restantes foram consumidos por coiotes após serem mortos por veículos ou receberem outros ferimentos. Os cervos adultos que foram levados tinham ferimentos preexistentes graves e provavelmente morreriam de outras causas na ausência de predação de coiote. Porém, na primavera os canídeos caçam ativamente os filhotes.
Coiotes já foram observados matando porcos-espinhos em pares, usando suas patas para virar os roedores de costas e, em seguida, atacar o ventre macio. Apenas coiotes velhos e experientes podem caçar porcos-espinhos com sucesso, com muitas tentativas de predação por coiotes jovens, resultando em ferimentos causados pelos espinhos de suas presas.